# عوامة الطقس

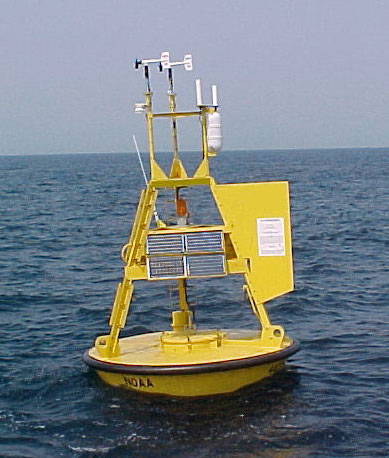
عوامة الطقس التي يديرها مركز البيانات الوطني

عوامات الطقس هي أدوات تجمع بيانات الطقس والمحيطات داخل محيطات العالم، بالإضافة إلى المساعدة أثناء الاستجابة للطوارئ للانسكابات الكيميائية، والإجراءات القانونية، والتصميم الهندسي. تم استخدام العوامات الراسية منذ عام 1951، بينما تم استخدام العوامات المنجرفة منذ عام 1979. ترتبط العوامات الراسية بقاع المحيط باستخدام السلاسل أو النايلون أو البولي بروبيلين الطافي. مع تدهور سفينة الطقس، قامت بدور رئيسي في قياس الظروف فوق البحار المفتوحة منذ السبعينيات. خلال الثمانينيات والتسعينيات من القرن الماضي، ساعدت شبكة من العوامات في وسط وشرق المحيط الهادئ المداري في دراسة ظاهرة النينا. تتراوح عوامات الطقس الراسية من 1.5–12 متر (4.9–39.4 قدم)، بينما تكون العوامات المنجرفة أصغر، بأقطار 30–40 سنتيمتر (12–16 بوصة). عوامات الانجراف هي الشكل السائد لعوامات الطقس، حيث يوجد 1250 في جميع أنحاء العالم. بيانات الرياح من العوامات بها خطأ أقل من ذلك من السفن. هناك اختلافات في قيم قياسات درجة حرارة سطح البحر بين المنصتين أيضًا، تتعلق بعمق القياس وما إذا كان يتم تسخين المياه بواسطة السفينة التي تقيس الكمية أم لا.

## تاريخ

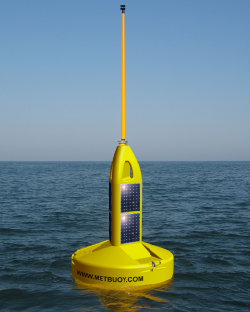
عوامة الطقس، عوامة البيانا، عوامة المحيطات التي تديرها خدمة البيانات البحرية

حدث أول اقتراح معروف لأرصاد الطقس السطحي في البحر فيما يتعلق بالطيران في أغسطس 1927، عندما صرح جروفر لوينينغ أن «محطات الطقس على طول المحيط إلى جانب تطوير الطائرة المائية ليكون لها نفس المدى الطويل، ستؤدي إلى رحلات جوية منتظمة للمحيط في غضون عشر سنوات». ابتداءً من عام 1939، تم استخدام سفن حرس السواحل الأمريكي كسفن جوية لحماية التجارة الجوية عبر المحيط الأطلسي.
خلال الحرب العالمية الثانية، نشرت البحرية الألمانية عوامات الطقس (Wetterfunkgerät See - WFS) في خمسة عشر موقعًا ثابتًا في المحيط الأطلسي وبحر بارنت. تم إطلاقهم من قوارب يو بوت إلى أقصى عمق محيط يبلغ 1000 قامة(1800 مترا)، مقيدًا بطول كابل المرساة. كان الارتفاع الإجمالي للجسم 10.5 أمتار (كان معظمها مغمورًا)، يعلوه صاري وجوي قابل للتمديد يبلغ 9 أمتار. تم تشفير البيانات (درجة حرارة الهواء والماء والضغط الجوي والرطوبة النسبية) أربع مرات في اليوم. عندما تم استنفاد البطاريات (الخلايا الجافة ذات الجهد العالي للصمامات، وحديد النيكل للطاقة الأخرى ولرفع وخفض الصاري الهوائي)، بعد حوالي ثمانية إلى عشرة أسابيع، دمرت الوحدة ذاتيًا.
تم تصميم هيكل العوامة الأوتوماتيكية لعلوم المحيطات البحرية (NOMAD) الذي يبلغ ارتفاعها 6 أمتار (20 قدمًا) في الأصل في أربعينيات القرن الماضي لبرنامج جمع البيانات البحرية التابع للبحرية الأمريكية. اختبرت البحرية الأمريكية محطات الطقس البحرية الأوتوماتيكية لظروف الأعاصير بين عامي 1956 و 1958، على الرغم من أن نطاق الإرسال اللاسلكي وعمر البطارية كانا محدودًا. بين عامي 1951 و 1970، تم بناء ما مجموعه 21 عوامة نوماد ونشرها في البحر. منذ سبعينيات القرن الماضي، حل استخدام عوامات الطقس محل دور سفن الطقس، لأنها أرخص في التشغيل والصيانة. كان أول استخدام تم الإبلاغ عنه للعوامات المنجرفة هو دراسة سلوك التيارات المحيطية في بحر سارجاسو في عامي 1972 و 1973. واستخدمت العوامات الانجراف بشكل متزايد منذ عام 1979، واعتبارًا من عام 2005، جابت 1250 عوامة عائمة في محيطات الأرض.
بين عامي 1985 و 1994، تم نشر مجموعة واسعة من العوامات الراسية والمنجرفة عبر المحيط الهادئ الاستوائي لرصد ظاهرة النينا والمساعدة في التنبؤ بها.  انقلب إعصار كاترينا في 10 متر (33 قدم) لأول مرة في تاريخ مركز عوامة البيانات الوطنية (NDBC) في 28 أغسطس 2005.  في 13 يونيو 2006، أنهت العوامة العائمة (26028) جمع البيانات طويلة الأجل الخاصة بدرجة حرارة سطح البحر بعد الإرسال لمدة 10 سنوات، 4 أشهر و 16 أيام، وهي أطول مدة معروفة لجمع البيانات لأي عوامة انجراف.  تم نشر أول عوامة جوية في المحيط الجنوبي بواسطة نظام المراقبة البحرية المتكامل (IMOS) في 17 مارس 2010. 

## الأجهزة
تقيس عوامات الطقس، مثل الأنواع الأخرى من محطات الطقس، بارامترات مثل درجة حرارة الهواء فوق سطح المحيط، وسرعة الرياح (ثابتة وعاصفة)، والضغط الجوي، واتجاه الرياح. نظرًا لأنها تقع في المحيطات والبحيرات، فإنها تقيس أيضًا درجة حرارة الماء وارتفاع الأمواج وفترة الموجة السائدة. تتم معالجة البيانات الخام ويمكن تسجيلها على متن العوامة ثم إرسالها عبر الاتصالات اللاسلكية أو الخلوية أو الأقكار الصناعية إلى مراكز الأرصاد الجوية لاستخدامها في التنبؤ بالطقس ودراسة المناخ. يتم استخدام كل من العوامات الراسية والعوامات المنجرفة (الانجراف في تيارات المحيطات المفتوحة). تقيس العوامات الثابتة درجة حرارة الماء على عمق 3 أمتار (9.8 قدم). توجد العديد من عوامات الانجراف المختلفة في جميع أنحاء العالم والتي تختلف في التصميم ويختلف موقع أجهزة استشعار درجة الحرارة الموثوقة. يتم إرسال هذه القياسات إلى الأقمار الصناعية من أجل التوزيع الآلي والفوري للبيانات. بخلاف استخدامها كمصدر لبيانات الأرصاد الجوية، يتم استخدام بياناتها في برامج البحث، والاستجابة للطوارئ للانسكابات الكيميائية، والإجراءات القانونية، والتصميم الهندسي. يمكن أن تعمل عوامات الطقس الراسية أيضًا كمساعدات ملاحية، مثل الأنواع الأخرى من العوامات.

## الأنواع

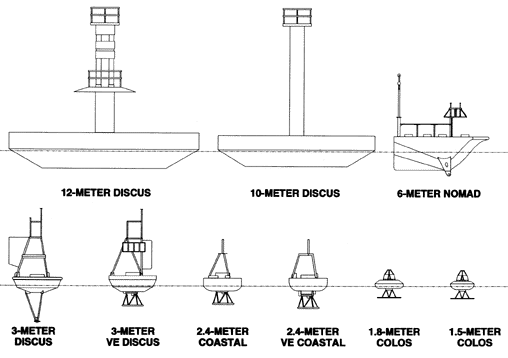
أنواع العوامات الراسية التي يستخدمها المركز الوطني لعوامات البيانات

يتراوح قطر عوامات الطقس من 1.5–12 متر (4.9–39.4 قدم). أما تلك التي توضع في المياه الضحلة فهي أصغر حجمًا وترسو باستخدام السلاسل فقط، بينما تستخدم تلك الموجودة في المياه العميقة مزيجًا من السلاسل والنايلون والبولي بروبيلين الطافي. نظرًا لعدم وجود أهمية ملاحية مباشرة لها، يتم تصنيف عوامات الطقس الراسية كعلامات خاصة بموجب مخطط الرابطة الدولية لسلطات مساعدات الملاحة البحرية والمنارات(IALA)، ويتم تلوينها باللون الأصفر، وتعرض ضوءًا أصفر وامضًا في الليل.
عوامات القرص مستديرة ومرسومة في مواقع أعماق المحيطات، ويبلغ قطرها 10–12 متر (33–39 قدم).  ألمنيوم العوامة عبارة عن منصة محيطية شديدة الصلابة للأرصاد الجوية تتمتع ببقاء طويل الأمد. عمر الخدمة المتوقع 3 متر (10 قدم) منصة تزيد عن 20 سنوات وصيانتها بشكل صحيح، لم يتم إيقاف هذه العوامات بسبب التآكل. عوامة نوماد (NOMAD) هي عوامة مراقبة بيئية فريدة من الألومنيوم الراسية مصممة للانتشار في الظروف القاسية بالقرب من الساحل وعبر البحيرات العظمى. عادة ما تتعرض عوامة نوماد الراسية قبالة الساحل الكندي الأطلسي لعواصف شتوية مع ارتفاع أقصى للموجات يقترب من 20 متر (66 قدم) في خليج مين.

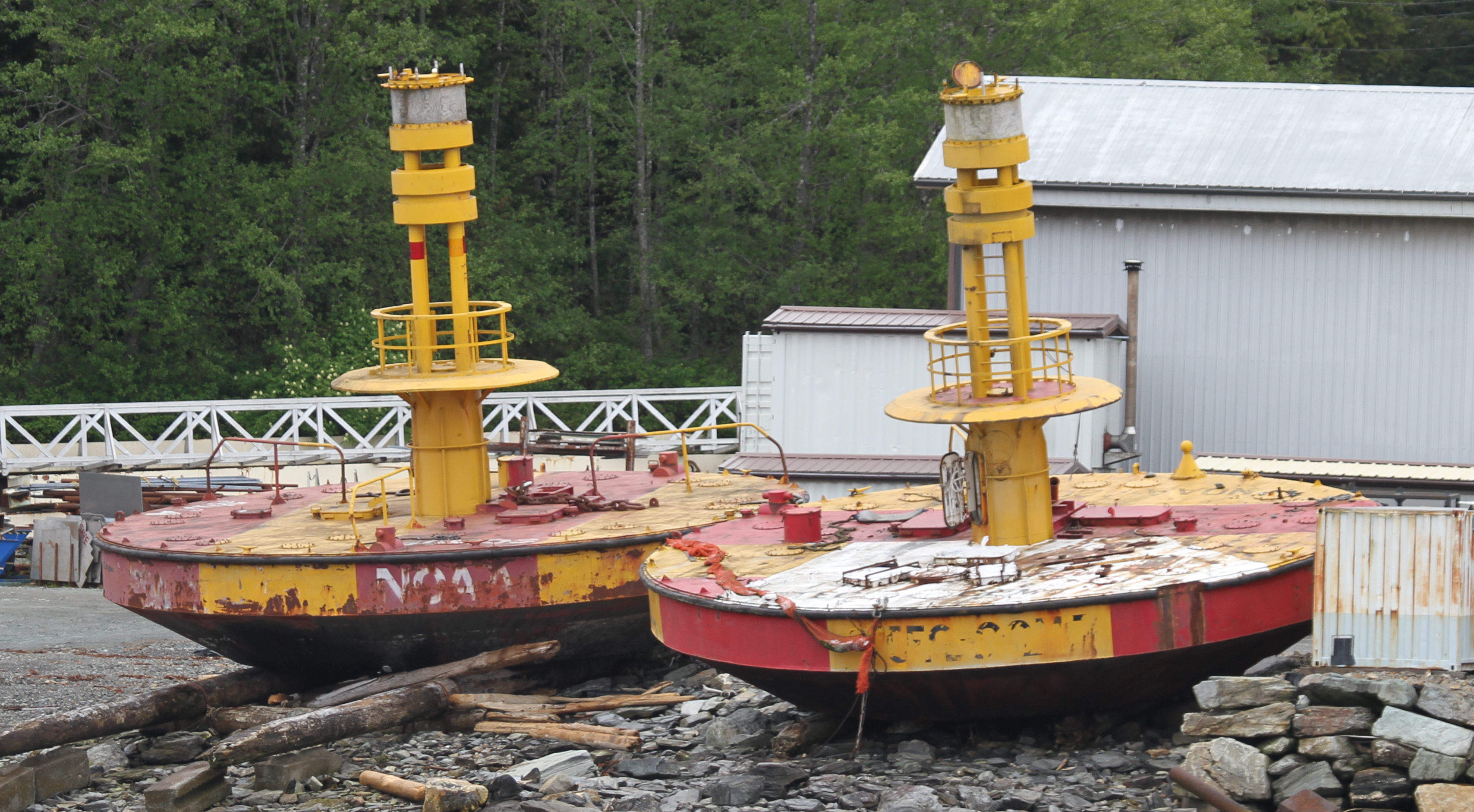
عوامات القرص 12 متر

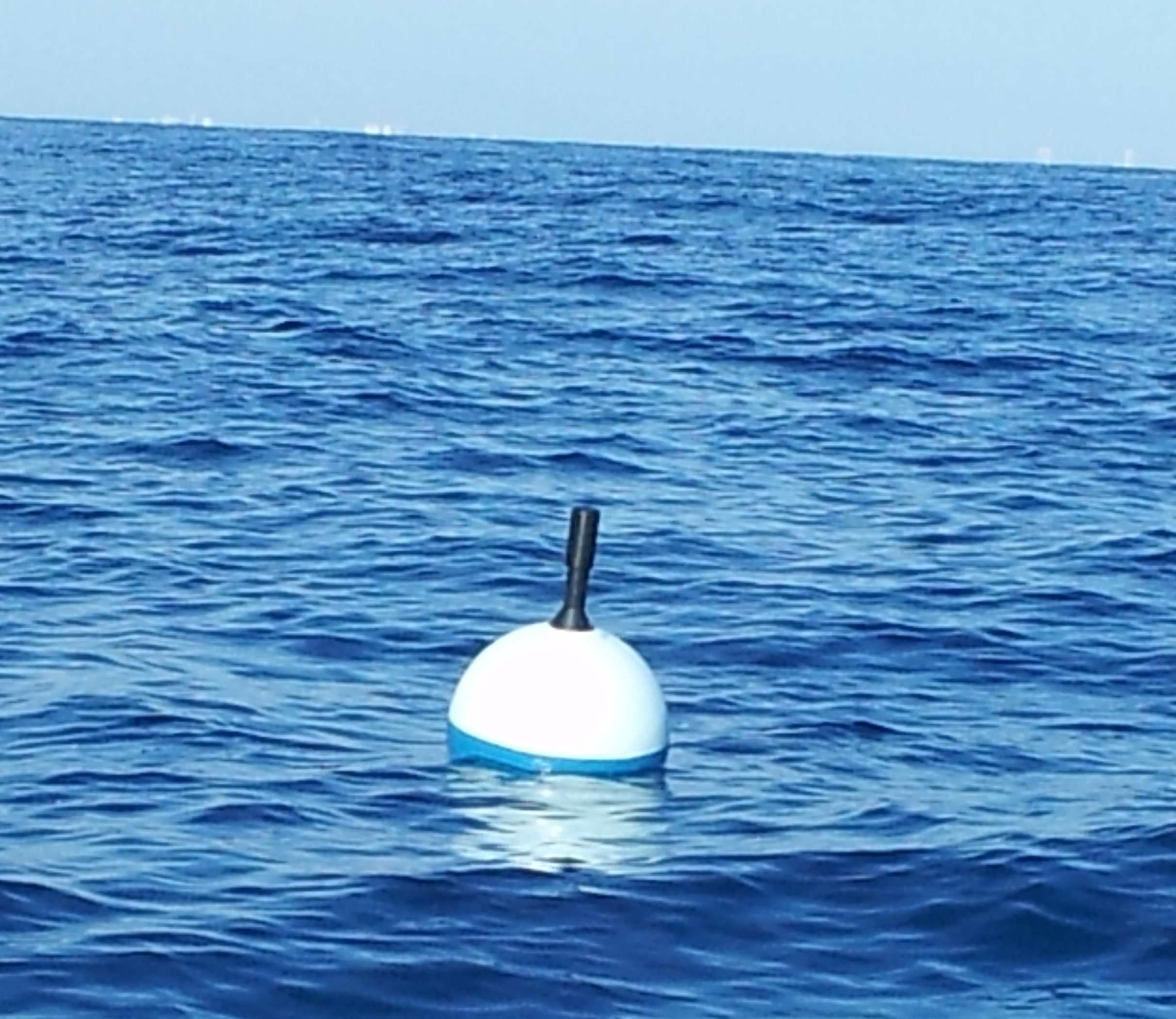
عوامة الانجراف (DBi)

العوامات المنجرفة أصغر من نظيراتها الراسية، حيث يبلغ حجمها 30–40 سنتيمتر (12–16 بوصة) في القطر. إنها مصنوعة من البلاستيك أو الألياف الزجاجية، وتميل إلى أن تكون ثنائية اللون، مع وجود اللون الأبيض على نصفها ولون آخر على النصف الآخر من العوامة، أو سوداء أو زرقاء تمامًا. يقيس مجموعة فرعية أصغر من متغيرات الأرصاد الجوية عند مقارنتها بنظيرتها الراسية، مع مقياس الضغط الجوي الذي يقيس الضغط في أنبوب في الجزء العلوي منه. تتوفر على الثرمستور (الترمومتر المعدني) على قاعدتها، وتحت الماء مرساة، وتقع على بعد 15 متر (49 قدم) تحت سطح المحيط متصل مع العوامة بحبل طويل رفيع. 

## الانتشار والصيانة

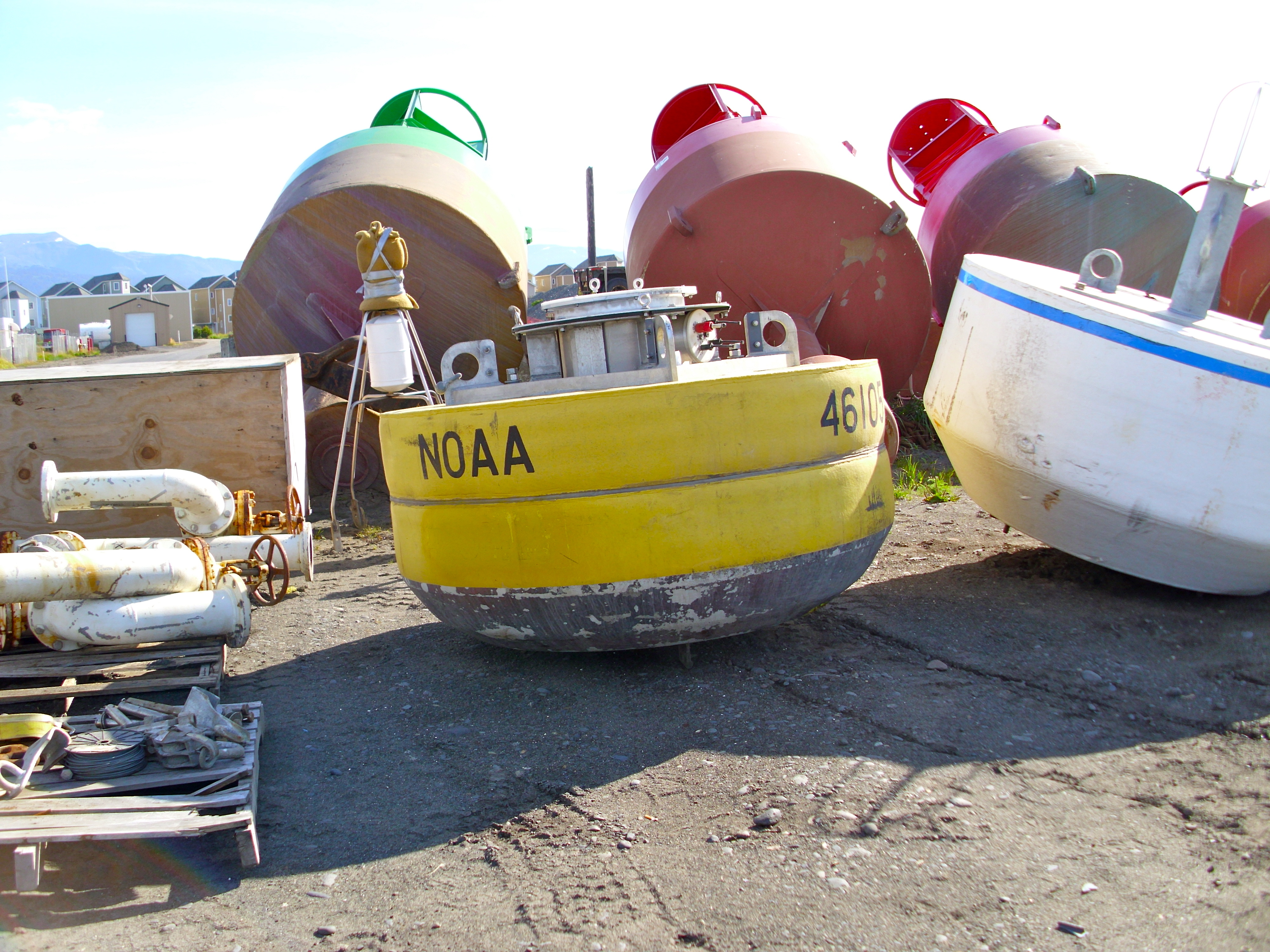
عوامة (NOAA) في التخزين، هومير، ألاسكا

يتم الحفاظ على شبكة كبيرة من العوامات الساحلية بالقرب من الولايات المتحدة بواسطة مركز عوامات البيانات الوطنية،  مع النشر والصيانة التي يقوم بها خفر السواحل بالولايات المتحدة. بالنسبة لجنوب إفريقيا، تنشر خدمة الطقس في جنوب إفريقيا وتسترجع العوامات الخاصة بها، بينما تؤدي خدمة الأرصاد الجوية في نيوزيلندا نفس المهمة. تقوم هيئة البيئة الكندية بتشغيل ونشر العوامات. ينشر مكتب الأرصاد الجوية في بريطانيا عوامات عائمة عبر كل من شمال وجنوب المحيط الأطلسي. 

## مقارنة مع البيانات من السفن
تقارير الرياح من العوامات الراسية بها أخطاء أقل من تلك الواردة من السفن. ما يعقد المقارنة بين القياسين هو أن عوامات نوماد تبلغ عن رياح على ارتفاع 5 متر (16 قدم)، بينما تبلغ السفن عن رياح من ارتفاع 20–40 متر (66–131 قدم). درجة حرارة سطح البحر المقاسة في ميناء السحب للسفن الكبيرة لها انحياز دافئ يبلغ حوالي 0.6 °م (1.1 °ف) بسبب حرارة غرفة المحرك. وقد أدى هذا التحيز إلى تغييرات في تصور ظاهرة الاحتباس الحراري منذ عام 2000.  عوامات ثابتة تقيس درجة حرارة الماء على عمق 3 متر (10 قدم) . 